# Shupi Yizu Xiang
Shupi Yizu Xiang (kinesiska: 树皮, 树皮彝族乡) är en socken i Kina. Den ligger i provinsen Yunnan, i den sydvästra delen av landet, omkring 190 kilometer sydost om provinshuvudstaden Kunming. Antalet invånare är 42 157. Befolkningen består av 19 611 kvinnor och 22 546 män. Barn under 15 år utgör 30 %, vuxna 15-64 år 64 %, och äldre över 65 år 5,0 %.
Genomsnittlig årsnederbörd är 1 301 millimeter. Den regnigaste månaden är juli, med i genomsnitt 272 mm nederbörd, och den torraste är februari, med 14 mm nederbörd.